# Расбора гетероморфа
Расбора гетероморфа (Trigonostigma heteromorpha) — зграйна акваріумна риба родини данієвих. Мешкає на Малайському архіпелазі та у Таїланді. Вперше расбору гетероморфу було привезено до Європи у 1907 році з Сінгапуру.

## Опис
Тіло расбори гетероморфи високе, звужується до хвоста. Завдовжки від 3 до 5 сантиметрів. На коричнювато-рожевому боці виділяється чорна трикутна пляма, над якою проходить золотиста блискуча смужка. На хвостовому й спинному плавцях є червоні плями. Стать рибок визначається за чорним трикутником: у самців передній нижній кут його загострений, а в самок заокруглений.

## Утримання та розмноження
Расбори — зграйні жваві миролюбні рибки, які надають перевагу густим заростям рослин. Добре живуть у загальному акваріумі. Їм потрібна невелика за розміром їжа. Розмножуються у м'якій торф'яній воді. Ікра на яскравому світлі гине. Расбори гетероморфи відкладають ікринки на нижній бік листка криптокорини.
При утримуванні в акваріумі потрібно підтримувати температуру води 22-24°C. В акваріумі повинен бути темний ґрунт і м'яка торф'яна вода.
При утримуванні дорослих риб особливих труднощів любителі не відчувають. Однак при розмноженні расбори вередливі в підборі пар і вимогливі до середовища проживання. Розмножуються в довгих акваріумах, де шар води не повинен перевищувати 18-20 см, при слабкому освітленні в м'якій воді, з температурою 24-28°C. Нерестовим субстратом можуть служити криптокорина або таїландська папороть, зафіксована на дні скляною паличкою.
Як правило, ввечері відсаджують до нерестовища двох самців і 3-4 самки. Самки відкладають ікру на нижню поверхню листків рослини-субстрату. Після нересту дорослих риб забирають. Через 24 години випливають мальки. Через п'ять днів мальків годують інфузоріями, зоопланктоном, а в кінці місяця їм можна давати дрібних дафній і циклопів.